# Кырджали
Кы́рджали (болг. Кърджали; тур. Kırcaali, также Kırcali) — город в Болгарии, административный центр Кырджалийской области и общины Кырджали. Население города на 15 декабря 2008 года — 51 тыс. жителей.
Город расположен на реке Арда, в 278 км от столицы Софии и в 3 км от водохранилища Кырджали, плотину ГЭС хорошо видно из города.

## История
Кырджали расположен в местности, издревле заселённой и расположенной на пути активной торговли. Найденная в квартале «Веселчане» болгарская базилика XI—XII веков говорит о большом значении поселения того времени, которое носило имя Моняк (болг. Мъняк). 
В 1254 г. царь Михаил I Асень отвоевал Моняк, вернув его в состав Болгарии.
В XIV веке город был захвачен турками и заселён колонистами из Малой Азии. В середине XVII века правителем города был Кырджа Али, предположительно в его честь и был назван город.
Во время Русско-турецкой войны 1877-1878 годов 3 февраля 1878 года в Кырджали вошли части русской армии генерал-майора Г. Ф. Чернозубова. Войска переночевали к северу от реки Арды, где сейчас расположен городской рынок. На следующий день форсировали реку и взяли контроль над основной частью города. Уже на следующий день, 4 февраля, был взят без единого выстрела Момчилград, город к югу от Кырджали. Там генерал-майору Чернозубову сообщили о подписанном в Эдирне (Адрианополе) перемирии. Город Кырджали остался по Берлинскому договору в составе автономной провинции Восточная Румелия, тогда же мусульмане и христиане были уравнены в правах.
В 1886 году Кырджали с окрестностями был передан Османской империи в качестве компенсации за объединение Болгарского княжества и Восточной Румелии (1885). Однако 8 октября 1912 года в ходе Первой Балканской войны город был взят отрядом полковника В. Делова (болг.) и с тех пор остаётся в составе Болгарии.
В начале XX века город был крупным центром переработки табака.
В августе 1955 года в Кырджали был введён в эксплуатацию построенный при помощи СССР свинцово-цинковый комбинат — первое предприятие цветной металлургии Болгарии (рабочие прошли обучение на заводе «Электроцинк» в Орджоникидзе), после чего город стал центром цветной металлургии и лёгкой промышленности. В 2012 году завод прекратил работу в связи с банкротством, в 2016-м строения были снесены, трубы взорваны.
В 1987 году в старой части Кырджали построен жилой комплекс, авторами которого являлись архитекторы О. Николов и С. Осенский. В том же году архитектурный проект комплекса получил первую премию на 4-м Международном биеннале архитектуры «Интерарх-87».

## Климат
| Показатель                    | Янв. | Фев.  | Март | Апр. | Май | Июнь | Июль | Авг. | Сен. | Окт. | Нояб. | Дек. | Год   |
| ----------------------------- | ---- | ----- | ---- | ---- | --- | ---- | ---- | ---- | ---- | ---- | ----- | ---- | ----- |
| Абсолютный максимум, °C       | 21   | 22    | 27   | 33   | 34  | 38   | 43,2 | 42   | 37   | 36   | 29    | 27   | 43,2  |
| Средний суточный максимум, °C | 7    | 9     | 14   | 18   | 24  | 28   | 31   | 32   | 26   | 20   | 14    | 8    | 19,1  |
| Средняя температура, °C       | 3    | 4     | 8    | 12   | 17  | 21   | 24   | 24   | 19   | 13   | 9     | 4    | 13,1  |
| Средний суточный минимум, °C  | −2   | −1    | 2    | 6    | 10  | 14   | 16   | 16   | 12   | 8    | 4     | 0    | 7,1   |
| Абсолютный минимум, °C        | −17  | −19,5 | −18  | −8   | −2  | 1    | 4    | 6    | 2    | −5   | −10   | −19  | −19,5 |
| Норма осадков, мм             | 50   | 30    | 50   | 60   | 70  | 60   | 20   | 10   | 30   | 70   | 60    | 75   | 620   |
| Источник: Weatherbase         |      |       |      |      |     |      |      |      |      |      |       |      |       |

## Достопримечательности и зоны отдыха
В городе — региональный исторический музей, расположенный в историческом здании, построенном по проекту русского архитектора Померанцева. В экспозиции — уникальные находки из Кырджали и окрестностей. Во дворе музея — сад с редкими растениями, некоторые из видов растут только в этой области Болгарии.
В окрестностях города — многочисленные памятники фракийской, римской, византийской культуры (см. Перперикон, Утробата, Дьявольский мост).
В июне 2009 года торжественно открыто обустроенное русло реки Арды в городской черте. На реке было построено гидросооружение, известное как «Водное зеркало» (болг. Водното огледало). Проект по сооружению пруда в русле Арды включал в себя очистку русла и создание новых очистных сооружений, предотвращающих сброс сточных вод в Арду.
В марте 2010 года началось обустройство нового парка «Арпезос» в центральной части города в пойме реки Арды. В проект инвестируется 8,7 млн левов. После осуществления проекта на каждого жителя города приходится 23 м² зелёных насаждений.
Со времён тесных связей с городом Орджоникидзе (ныне — Владикавказ) в Кырджали сохранился памятник осетинскому поэту Коста Хетагурову. Имевшаяся в городе улица Орджоникидзе была переименована в начале 1990-х годов.
Местная художественная галерея хранит произведения выдающихся болгарских живописцев, в том числе Константина Штыркелова и Ивана Мырквички. Выставка работ современных местных художников работает в Доме художника в старом городе.
Действует суннитская мечеть и несколько церквей (в том числе восстановленная средневековая церковь Св. Иоанна Предтечи). Строится новая мечеть.

## Туризм
Кырджали удобно расположен в центре региона Восточных Родоп, из города туристы добираются к окрестным достопримечательностям, таким, как крепость Устра (болг.), Дьявольский мост, водохранилища Кырджали и Студен-Кладенец (болг.), святилище Орфея у села Татул, комплекс археологических памятников Перперикон, развалины крепости Вишеград, этнографический центр в Златограде и другие.

## Население
Община Кырджали — регион компактного проживания турецкого меньшинства в Болгарии. По данным последней переписи 2001 года:
- Турки 62 %
- Болгары 31 %
- Цыгане 3 %
- Прочие 4 %

| Год  | Население |
| ---- | --------- |
| 1985 | 55 112    |
| 1992 | 45 793    |
| 2000 | 45 250    |
| 2005 | 45 432    |
| 2010 | 45 539    |

## Образование
- ГПЧЕ „Христо Ботев“[10]
- СОУ „Отец Паисий“[11]
- ПГИ „Алеко Константинов“[12]
- СОУ „Владимир Димитров-Майстора“[13]
- СОУ „Свети Климент Охридски“
- СОУ „П. Р. Славейков“[14]
- СОУ „Йордан Йовков“[15]
- ПГ по Туризъм „Проф. д-р Асен Златаров“
- ПГ по Облекло и Дизайн „Евридика“
- ПГ по Еелектротехника и Електроника „Кап. Петко войвода“
- ПГ по Строителство „Христо Смирненски“
- ПГ „Васил Левски“
- ОУ „Св.св.Кирил и Методий“
- ОУ „Васил Левски“

Образовательной деятельностью занимается также Астрономическая обсерватория имени Славея Златева.
Объединённый детский комплекс предоставляет услуги дополнительного образования для детей от 6 до 18 лет. На его базе действуют клубы, творческие коллективы, проводится ежегодный общенациональный конкурс фотографий и детских рисунков «Чудесный мир Родоп».
В конце 2017 года открыт после многолетней реконструкции крытый бассейн в Кырджали.

## Политическая ситуация
Кмет общины Кырджали:
- 2007—2023 годы — Хасан Азис Исмаил (Движение за права и свободы) по результатам выборов 2007 года в правление общины[17]
- с 2023 года — Эрол Мюмюн (Движение за права и свободы) по результатам местных выборов 2023 года[18]